# Christina Bruce
Pour les articles homonymes, voir Christian Bruce et Bruce.
Christian (ou Christina) de Brus (c. 1278 - 1356/1357) est une sœur de Robert Ier d'Écosse, roi d'Écosse. On suppose que la fratrie est née au château de Turnberry (en) à Carrick de Margaret de Carrick, et son mari, Robert de Brus, jure uxoris comte de Carrick.

## Biographie
Après sa défaite lors de la bataille de Methven le 19 juin 1306, Robert Bruce se réfugie dans les régions montagneuses de l'ouest. Il envoie sa seconde épouse, Élisabeth de Bourg, sa fille Marjorie Bruce née de sa première union et ses sœurs Christina et Mary Bruce, ainsi qu'Isabelle de Fife, comtesse de Buchan au château de Kildrummy dans le nord, où son frère Nigel de Brus doit les protéger.
Quand Kildrummy est assiégé et doit capituler, les cinq femmes s'enfuient. Nigel de Brus est capturé et exécuté à Berwick pendant que le second mari de Christina, Christopher Seton, subit le même sort à Dumfries. Les femmes se réfugient dans le  sanctuaire de St Duthac at Tain dans l'est du Ross où elles sont capturées par un partisan de Jean Balliol, le comte de Ross William qui les livre aux hommes d'Édouard Ier d'Angleterre. Christina Bruce est envoyée dans un monastère de Gilbertine à Sixhills dans le Lincolnshire alors que sa sœur Mary Bruce, sa nièce Marjorie et Isabelle de Buchan sont emprisonnées dans une cage. Christina ne retournera en Écosse qu'au début de 1315 à la suite d'un échange avec des prisonniers anglais capturés lors de la bataille de Bannockburn.
En 1335, pendant la Seconde guerre d'indépendance écossaise (en), Christina Bruce commande la garnison de Kildrummy et défend la ville avec succès contre les forces pro-Balliol menées par David III Strathbogie. Les troupes de Strathbogie sont finalement défaites par le troisième époux de Christina, Andrew Murray de Bothwell, lors de la bataille de Culblean.

## Union et postérité
Christina Bruce épouse donc:
1) Gartnait 7e comte de Mar, mort en 1305,
2) Christopher Seton exécuté en 1306,
3) en 1326 Andrew Murray de Bothwell dont:
- John Murray seigneur de Bothwell (†  entre le 20 avril et le 5 septembre 1351) épouse Margaret Graham comtesse de Menteith.
- Thomas Murray de Bothwell († 1361)

## Source
- (en) John L. Roberts, Lost Kingdoms Celtic scotland and the Middle Ages, Edinburgh, Edinburgh University Press, 1997, 230 p. (ISBN 0748609105), p. 128,134,137,148,154.